# Deinopis bituberculata
Deinopis bituberculata là một loài nhện trong họ Deinopidae.
Loài này thuộc chi Deinopis. Deinopis bituberculata được miêu tả năm 1930 bởi Franganillo.